# Società Benvenuto Tisi da Garofalo
La Società Benvenuto Tisi da Garofalo con sede a Palazzo dei Diamanti a Ferrara, fu fondata nel 1868 e cessata nel 1933. Per oltre mezzo secolo svolse un'importante attività artistica e culturale, organizzando numerose mostre d'arte figurativa a carattere nazionale, suscitando una vasta eco di consensi.

## Storia
Nacque nel periodo in cui, a Ferrara, vennero date alla luce diverse istituzioni culturali volte alla formazione di uno stile e alla maturazione di competenze a livello locale. Il progetto, animato da Giuseppe Saroli (1779-1873), prevedeva la formazione di un gruppo di persone, non necessariamente artisti, che fosse in grado di intervenire in città conservando e mantenendone il decoro.
Iniziate le collettive sin dall'anno di fondazione, 1868, soprattutto dal 1920 furono svariate le rassegne promosse dalla Tisi in ambito artistico, alle quali parteciparono molteplici artisti non solo di ambito ferrarese.
Negli anni ottanta, le attività della Tisi subirono una forte crisi: dopo le collettive del '90, '91 e '92, alcuni soci inviarono ai giornali una polemica lettera (Memoriale dei privati su Gazzetta ferrarese, 4-5 giugno 1892) in cui davano dimissioni di gruppo a causa dello scarso vantaggio morale e materiale offerto dalla Società e per i risentimenti suscitati nei firmatari a seguito dell'ultima esposizione. La lettera fu sottoscritta da Luigi Legnani, Ernesto Maldarelli, Ambrogio Zuffi, Mazzolani, Medini, i due fratelli Angelo e Giovan Battista Longanesi-Cattani.
Tra i promotori e fondatori, vi furono Girolamo Scutellari (1868) e Gaetano Domenichini.

## Artisti partecipanti
Tra le varie personalità che vi aderirono, vi furono pittori, architetti, scultori ed incisori.

### Pittori ed incisori
- Federico Ashton
- Federico Bernagozzi
- Giovanni Biasin
- Augusto Droghetti, che ne fu anche segretario[6][11]
- Maria Giuseppa Liesch (1912-1913[12])
- Angelo Longanesi-Cattani
- Giuseppe Mazzolani[13]
- Giuseppe Mentessi
- Gaetano Previati
- Mimì Quilici Buzzacchi[5]
- Pier Augusto Tagliaferri[14]
- Cesare Flaminio Remondina

### Scultori e architetti
- Virgilio Cestari[15]
- Angelo Conti
- Ciro Contini[16]
- Gaetano Davia
- Angelo Lana (1882 e dal 1885 al 1887[17])
- Luigi Legnani[6]
- Giovan Battista Longanesi-Cattani
- Ernesto Maldarelli (dal 1872 al 1892[18])
- Giovanni Pividor
- Camillo Torreggiani (1873, 1882[19])
- Ambrogio Zuffi, socio onorario (1873, 1877, 1882, 1887[20])